# Momotombo
A Momotombo egy ma is aktív tűzhányó Nicaragua területén. Az 1297 méter magas vulkán León megye délkeleti, a Managua-tó partvidékének északnyugati részén emelkedik. A Momotombo a szintén aktív Masaya, Telica és San Cristóbal vulkánokkal együtt az úgynevezett nicaraguai vulkáni kordillerához tartozik.
Nevének jelentésére két elmélet is létezik. Az egyik szerint az otomange nyelvből származik, és jelentése „magas, dörgő csúcsunk”, a másik szerint viszont a név a navatl nyelvből ered, és azt jelenti, hogy „nagy égő csúcs”.

## Története
A Momotombo aktivitásáról a 16. század óta maradtak fenn adatok, először 1522-ből. 1609-ben újabb erős aktív időszak kezdődött, ennek következtében 1610-ben a közeli León várost új helyére, a Subtiava nevű indián falu közelébe költöztették, így alakult ki a mai León. A régi település romjait ma León Viejo („öreg León”) néven ismerik.
1764-ben ismét kitört a tűzhányó, 1870-ben pedig hosszú és erőteljes dörgéseket hallatott. 1885 októberében nagy mennyiségű füstöt bocsátott ki és 15 percenként morajlott. 1886 februárjában éjjelente tüzet figyeltek meg a kráterében, majd május 20-án nyugati felén nagy mennyiségű füstöt és hamut lövellt ki, Managua irányába pedig lávafolyás indult meg. Három nap múlva a közeli városok teljes sötétségbe borultak a nagy hamufelhő miatt. 1905-ben ismét lávafolyásos kitörést produkált, majd 1918 áprilisában nagy mennyiségű füstöt bocsátott ki. 2015 decemberében az utóbbi több mint egy évszázad legerőteljesebb kitörését figyelték meg.